# 國家兩廳院實驗劇場
國家兩廳院實驗劇場是一个
國家兩廳院實驗劇場，位於國家戲劇院3樓，為可塑性強的「黑盒子劇場」，也是亞洲第一個採用「張力索式頂棚」的小劇場，頂棚由縱橫交錯的鋼索編織而成，讓懸吊佈景及燈光的位置不受限制，舞臺與觀眾席的設置因而擁有高度彈性，適合各式演出。觀眾席約140-240席。

## 外部連結
1. ↑  . 國家兩廳院. 國家兩廳院.   [2023-01-27]. （原始内容存档于2022-12-27）.